# Gerd-Rüdiger Hoffmann
Gerd-Rüdiger Hoffmann (* 14. Juni 1952 in Luckau) ist ein deutscher Politiker (PDS, Die Linke). Er war von 2004 bis 2014 Abgeordneter im Landtag Brandenburg, seit Dezember 2009 als fraktionsloses Mitglied, und war inoffizieller Mitarbeiter der DDR-Staatssicherheit.

## Leben und Beruf
Hoffmann legte 1971 das Abitur in Senftenberg ab. Im Anschluss an seinen dreijährigen Dienst in der NVA nahm er 1974 an der Karl-Marx-Universität Leipzig das Studium der Philosophie auf und schloss es 1979 als Diplom-Philosoph und Diplomlehrer ab. Anschließend arbeitete er an der Universität Leipzig von 1979 bis 1992 als Wissenschaftlicher Assistent und promovierte 1984 mit der Arbeit Faktoren und gegenwärtige Tendenzen der Entwicklung nichtmarxistischer Philosophie in Afrika.
1993 wurde er arbeitslos und war danach freiberuflich tätig. Von 1995 bis 2004 arbeitete er als Mitarbeiter eines Landtagsabgeordneten.
Hoffmann ist verheiratet, hat drei Kinder und lebt in Senftenberg.

## Politik
Hoffmann war ab 1970 Mitglied der SED und wurde im Zuge der mehrfachen Umbenennung seiner Partei 1990 Mitglied der PDS, ab Juli 2005 Linkspartei.PDS und schließlich ab Juni 2007 Mitglied der Partei „Die Linke“. Von 1998 bis zum 30. Januar 2010 bekleidete er für diese das Amt des Kreisvorsitzenden im Landkreis Oberspreewald-Lausitz.
Als Direktkandidat seiner Partei erreichte er bei der Bundestagswahl 2002 im Bundestagswahlkreis Elbe-Elster – Oberspreewald-Lausitz II 18,6 Prozent und wurde damit nicht in den Bundestag gewählt.
Bei der Landtagswahl 2004 wurde er im Landtagswahlkreis Oberspreewald-Lausitz II/Spree-Neiße IV direkt als Mitglied des Landtages gewählt. Dort war er Mitglied des Ausschusses für Wissenschaft, Forschung und Kultur und zeitweise stellvertretender Vorsitzender des Ausschusses. Bis zu seinem Fraktionsaustritt am 4. Dezember 2009 war er zudem Sprecher seiner Partei für Kultur- und Minderheitenpolitik. Nach der Landtagswahl in Brandenburg 2014 schied er aus dem Landtag aus.

## Mitarbeiter der Staatssicherheit
Nach Informationen des Nachrichtenmagazins Focus war Hoffmann zwischen 1970 und 1975 IM Schwalbe des Ministeriums für Staatssicherheit. So hat Hoffmann unter anderem über Mitschüler, Lehrer und Kameraden bei der NVA, sowie über Kirchenversammlungen berichtet und hierfür mehrfach Geld erhalten. Ferner war er laut Akte als Informant der Abteilung IV der Hauptverwaltung A vorgesehen. Die handschriftliche Verpflichtungserklärung vom 5. Juni 1970 war von der BStU zusammen mit der 200-seitigen Akte am 20. November 2009 freigegeben worden. Hoffmann selbst bestritt anfangs die Vorwürfe und erhielt hierbei zunächst Unterstützung von den ehemaligen IM Kerstin Kaiser und Thomas Nord, sowie von Matthias Platzeck. Später gab er an, sich an die Zusammenhänge nicht erinnern zu können. Da er gegen eine innerparteiliche Regelung, Tätigkeiten für das MfS bei einer Kandidatur für ein Mandat offenzulegen, verstieß, wurde er von der eigenen Partei zum Mandatsverzicht aufgefordert. Am 3. Dezember 2009 trat er aus der Fraktion der Linken aus, um einem drohenden Ausschluss zuvorzukommen, blieb jedoch Landtagsabgeordneter. Vertreten wird Hoffmann in der Angelegenheit von Peter-Michael Diestel.
Am 8. April 2010 wurde bekannt, dass Gerd-Rüdiger Hoffmann zudem vom 6. Dezember 1981 bis Ende 1989 unter dem Decknamen Jürgen als Inoffizieller Mitarbeiter für die Abteilung II/5 der Hauptverwaltung Aufklärung geführt wurde und zusammen mit seiner Frau (IM „Bärbel“) Auslandsreisen im Auftrag der Staatssicherheit unternahm.